# Tine Asmundsen

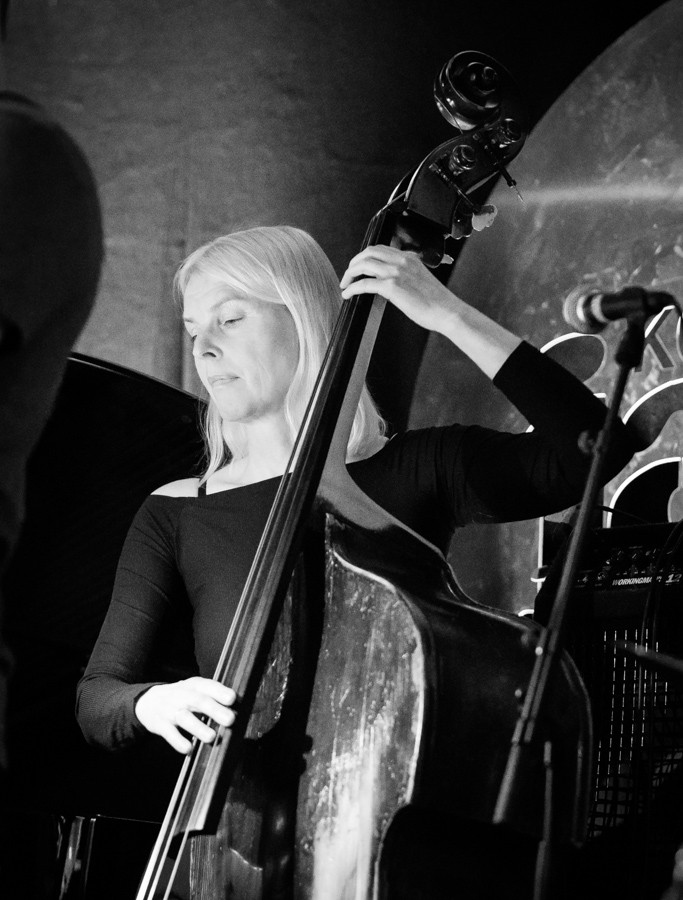
Tine Asmundsen (2017)

Tine Asmundsen (* 8. April 1963 in Kongsberg) ist eine norwegische Jazzmusikerin (Kontrabass, Komposition). 	

## Wirken
Asmundsens Karriere begann in Kongsberg, wo sie in der Big Band der Stadt spielte. Sie studierte am Østlandets Musikkonservatorium und an der University of Wisconsin-Madison, unter anderem bei Richard Davis.
Zurück in Norwegen schloss Asmundsen sich in Oslo 1990 dem Quintett The Jazz Police an (A Long Night Coming). Bekannt wurde sie im Trio Girl Talk mit Bodil Niska und Elizabeth Walker; mit dem das Album Talkin' Jazz (1996) entstand.
Im Jahr 2000 gründete Asmundsen ihr eigenes Plattenlabel HazelJazz. 2002 gründete sie ihr Quintett Lonely Woman, mit dem sie mehrere Alben veröffentlichte und 2010 mit David Murray beim Kongsberg Jazzfestival auftrat. In den letzten Jahren leitete sie ihr Quintett Asmundsen & Co, mit dem bei Losen Records die Alben Pastor'n und Gnus erschienen. Mit Vidar Johansen und Ståle Liavik Solberg bildete sie das Trio Radius, das 2014 mit Fred Lonberg-Holm das Album Just Outside The Door vorlegte. Weiterhin bildete sie mit der Saxophonistin Line Falkenberg und dem Schlagzeuger Ulf Krupka das Krupka Trio, das Jazzversionen norwegischer Hymnen interpretiert. Auch nahm sie 2008 „auf gleicher Augenhöhe“ mit ihrem früheren Lehrer Richard Davis auf.

## Diskographische Hinweise
- Einar Iversen, Svein Christiansen, Tine Asmundsen: Seaview (HazelJazz 2001)
- Lonely Woman: Demons’ Diversions (HazelJazz 2012, mit Roy Nikolaisen, Vidar Johansen, Rune Klakegg, Svein Christiansen)
- Lonely Woman: Lovely Luna (HazelJazz 2012, mit Roy Nikolaisen, Vidar Johansen, Rune Klakegg, Svein Christiansen)
- Asmundsen & Co: Gnus (Losen Records 2020, mit Magnus Aannestad Oseth, Vidar Johansen, Rune Klakegg, Terje Engen)